# Homaspis sibirica
Homaspis sibirica är en stekelart som beskrevs av Dmitriy R. Kasparyan 2004. Homaspis sibirica ingår i släktet Homaspis och familjen brokparasitsteklar. Inga underarter finns listade i Catalogue of Life.